# Pałac biskupa Erazma Ciołka w Krakowie

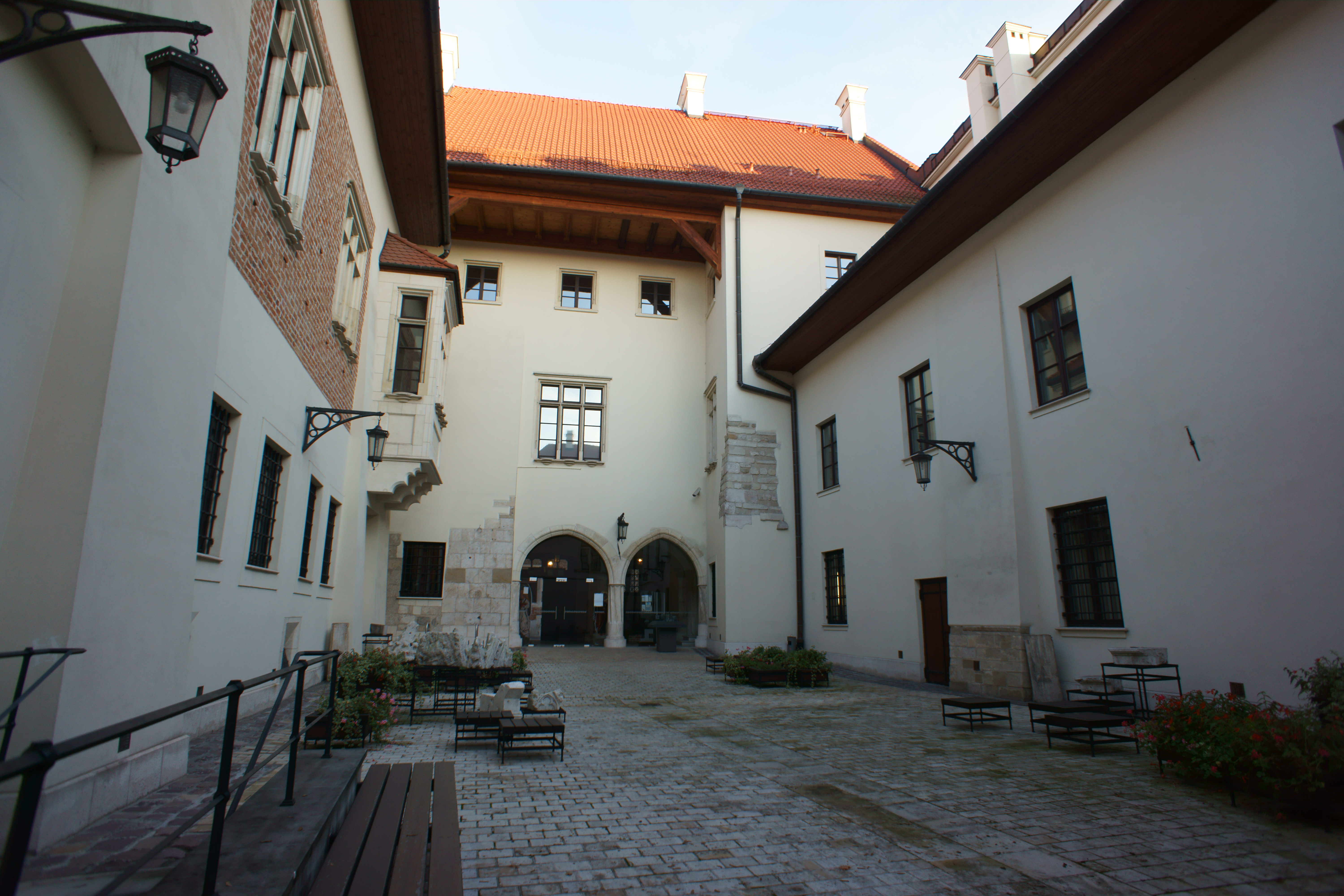
Dziedziniec

Pałac biskupa Erazma Ciołka – zabytkowy pałac z XVI wieku znajdujący się przy ulicy Kanoniczej 17 w Krakowie, od 2007 roku oddział Muzeum Narodowego w Krakowie.

## Dzieje pałacu
W 1505 staraniem biskupa płockiego Erazma Ciołka połączono dwa domy, tworząc tzw. curia ampla, czyli wielki dwór, uchodzący w XVI wieku za najokazalszy przy ulicy Kanoniczej. Kolejni użytkownicy pałacu: biskup Piotr Tomicki, a następnie kardynał Jerzy Radziwiłł, dokonali dalszej przebudowy rezydencji. Zmiany obejmowały dobudowanie bocznych oficyn i podwyższenia budynku do trzech kondygnacji, w II połowie XVI wieku dobudowano też mur obronny i basztę artyleryjską. Po zmianach pałac przetrwał w nienaruszonym stanie do XIX wieku, kiedy przejęły go władze austriackie. Budynek pełnił później funkcję Komisji Poborowej Okręgu Starego Miasta w Krakowie i Urzędu Probierczego w Krakowie; na użytek nowych funkcji został zdewastowany. Budynek po obu wojnach światowych nie był odnawiany i pod koniec XX wieku jego stan techniczny oceniano jako bardzo zły.

### Konserwacja i adaptacja na muzeum
Zniszczony pałac w 1996 został przekazany Muzeum Narodowemu w Krakowie, w latach 1999–2006 dokonano kompleksowej rewaloryzacji obiektu. Obiekt zaadaptowano na cele muzealne, jednakże zachowując obiektowi częściowo charakter pałacowy. W 2007 roku w salach utworzono dwie galerie, sztuki dawnej do XVIII wieku (na piętrze) oraz sztuki cerkiewnej (na parterze). Ponadto w pałacu mieści się pracownia konserwacji malarstwa i rzeźby. Po remoncie muzeum zostało otwarte 18 października 2007, a udostępnione zwiedzającym dzień później.
Projekt konserwatorski sporządzony dla pałacu na podstawie konsultacji Andrzeja Fischingera planowany na lata 2003–2007 przewidział ponowne otwarcie zamurowanej monumentalnej dwunawowej sieni, przywrócenie późnogotyckich i renesansowych obramowań okiennych z wykorzystaniem autentycznych elementów, rekonstrukcję kolorystycznego rozwiązania fasady na podstawie ujawnionych w okresie badań śladów oraz konserwację reliktów renesansowych malowideł ściennych we wnętrzu skrzydła północnego z zachowanymi herbami Łodzia biskupa Tomickiego. Odnowiona została również kamieniarka pałacowa. Na parterze południowej oficyny znajdują się fragmenty loggii widokowej, która wieńczyła tylną oficynę pałacu w ostatnich latach XVI wieku.
Dziś do pałacu prowadzi renesansowa brama z kartuszem, na którym widnieje orzeł w koronie z przeplecioną literą S będącą inicjałem króla Zygmunta Starego. W sieni odkryto późnogotycką kolumnadę, która dzieliła sień na dwie nawy. W 1977 dokonano kolejnego odkrycia zamurowanych arkad dziedzińca.

## Zbiory
W pałacu, będącym oddziałem Muzeum Narodowego w Krakowie, znajdują się dwie stałe ekspozycje poświęcone dawnej sztuce w Polsce: Galeria Sztuki Dawnej Polski XII-XVIII wieku i Galeria Sztuki Cerkiewnej Dawnej Rzeczypospolitej. W zbiorach mieści się również lapidarium. Budynek mieści także Pracownię Konserwacji Malarstwa i Rzeźby Polichromowanej oraz magazyny muzealne.

### Sztuka Dawnej Polski XII–XVIII wieku
„Sztuka Dawnej Polski XII–XVIII wieku” jest stałą ekspozycją, która gromadzi dzieła malarstwa, rzeźby i rzemiosła artystycznego od późnego średniowiecza po późny barok. Najstarszymi zabytkami należącymi do ekspozycji są późnoromańskie kapitele z opactwa cystersów w Jędrzejowie, datowane na okres pomiędzy 1195 a 1245 rokiem. Spośród wielkiej kolekcji gotyckiego malarstwa tablicowego wyróżniają się retabula ołtarzowe lub pochodzące z nich obrazy, a ponadto pojedyncze figury.
Wysoką klasę artystyczną reprezentują najstarsze spośród kolekcji gotyckich dzieł rzeźby i malarstwa: Tryptyk z Trzebuni, z którego zachowały się dwa obrazy ukazujące parę świętych (1400-30 r.), Epitafium Wierzbięty z Branic (ok. 1430 r.), Madonna z Krużlowej (po 1410 r.) – wszystkie trzy związane ze stylem pięknym – a także Ukrzyżowanie z Korzennej (ok. 1440-1450). Do rzeźb przechowywanych w pałacu Ciołka należą m.in. Mąż Boleści z Krauszowa (ok. 1440) oraz Madonna z Dzieciątkiem z Regulic. Dalszą część wystawy tworzą dzieła gotyckiego nurtu realistycznego: Poliptyk Dominikański (ok. 1460 r.), Poliptyk Augustiański i Trzy Marie u grobu Chrystusa (dwa ostatnie dzieła przypisywane Mikołajowi Haberschrackowi), Tryptyk z Rozesłaniem Apostołów, Zwiastowanie z Cięciny, malowidła z ołtarza Kuśnierzy z kościoła Mariackiego łączone z twórczością Jana Wielkiego. Spośród rzeźb wyróżniają się Chrystus na osiołku ze Szydłowca – dzieło, które niegdyś służyło ceremoniom Niedzieli Palmowej. Cenną kolekcję tworzą dzieła Wita Stwosza i jego kręgu – uczniów i naśladowców. Są to m.in. Chrystus w ogrodzie Oliwnym i krucyfiks drewniany (dzieła Stwosza) czy święte Katarzyna i Małgorzata z Iwanowic, figury świętych pustelników z krakowskiego kościoła Augustianów.
Przemiany stylistyczne gotyku przełomu XV i XVI wieku poświadczają m.in. Poliptyk z Lusiny, Tryptyk z Dobczyc, pochodzący z kościoła Św. Katarzyny w Krakowie Poliptyk św. Jana Jałmużnika (1502-1504) i obraz Święci Bonawentura, Bernard, Augustyn i Benedykt (ok. 1500), ponadto obrazy Rodzina Marii z Ołpin (ok. 1510), Święty Stanisław z Tarnobrzega (ok. 1515), epitafium Grzegorza Nożownika z krakowskiego kościoła św. Szczepana (1532). Z dzieł malarstwa ściennego zachował się strop z kościoła w Kozach koło Bielska-Białej (ok. 1520). Spośród rzeźb wyróżniają się Maria z kościoła Bożego Ciała w Krakowie, Madonna z Barczkowa, cykl figur z kościoła w Rzepienniku Biskupim (ok. 1500).
Okres renesansu reprezentowany jest zarówno przez północną (Hans Dürer, brat Albrechta), jak i włoską odmianę tego kierunku (Jan Maria Padovano). Z ekspozycji sztuki barokowej wyróżniają się dzieła związane z nurtem kontrreformackim (zespół portretów trumiennych i dzieła związane ze zwyczajem pogrzebowym w XVII w.) oraz tradycją portretu staropolskiego (cykl portretów osobistości szlachty w Sali Cnót), a także m.in. dzieła Tomasza Dolabelli (Msza bł. Henryka Suzo, 1638 r.), Tadeusza Konicza (Kuntzego) (Cud św. Jana Kantego, 1767 r.).

### Sztuka Cerkiewna Dawnej Rzeczypospolitej
W salach parteru mieści się galeria „Sztuka Cerkiewna Dawnej Rzeczypospolitej” z bogatym zbiorem malarstwa i rzemiosła artystycznego związanego z Kościołem Wschodnim. Najwięcej dzieł pochodzi z Podkarpacia i Rusi Czerwonej, ponadto Muzeum gromadzi dzieła z Rusi Nowogrodzkiej, Rusi Kijowskiej czy krajów bałkańskich, Grecji i Bułgarii. Cenny zespół malarstwa ikonowego XV-XX w. stanowią Święta Paraskewa Wielka Męczennica ze scenami z żywota i pasji (XV w., deska), Święty Mikołaj z Miry (kon. XV w.), Matka Boska Hodegetria z prorokami oraz świętymi Joachimem i Anną (1. poł. XVI w.), Oblicze Chrystusa na chuście – acheiropoietos z archaniołami Rafałem i Michałem (ikona z XV w.), Welon Matki Boskiej – Pokrow (Matka Boska Opiekunka) z Janem III Sobieskim i Marysieńką (ost. ćw. XVII w.), Święty Jerzy walczący ze smokiem, ikona grecka z XVIII wieku, Święty Mikołaj Cudotwórca – malowidło rosyjskie (przełom XVI/XVII w.) Męka Pańska – cykl obrazów pasyjnych wykonany w warsztacie rybotyckim (przełom XVII/XVIII w.), obraz Sacra Conversazione – Matka Boska z Dzieciątkiem i świętymi Katarzyną i Rochem wykonany w Wenecji w XVI wieku. Cennym dziełem jest ikona Trójcy Świętej z 2. połowy XVI wieku łącząca łacińską i grecką tradycję ikonograficzną Ojca, Syna i Ducha Świętego. Kolekcję malarstwa ikonowego zamyka obraz Święta Paraskewa (1974) Jerzego Nowosielskiego.
W Galerii znajduje się również kompletny ikonostas z Lipowca na Bracławszczyźnie (XVIII wiek), kilka rzeźbionych carskich wrót, a także liczne staroruskie krzyże procesyjne, krzyże ręczne, obrzędowe, enkolpiony (krzyżyki relikwiarzowe), plakiety starowierskie, tkaniny (tzw. płaszczanice, używane w czasie obrzędów wielkotygodniowych) i paramenty liturgiczne oraz chorągwie.

## Galeria

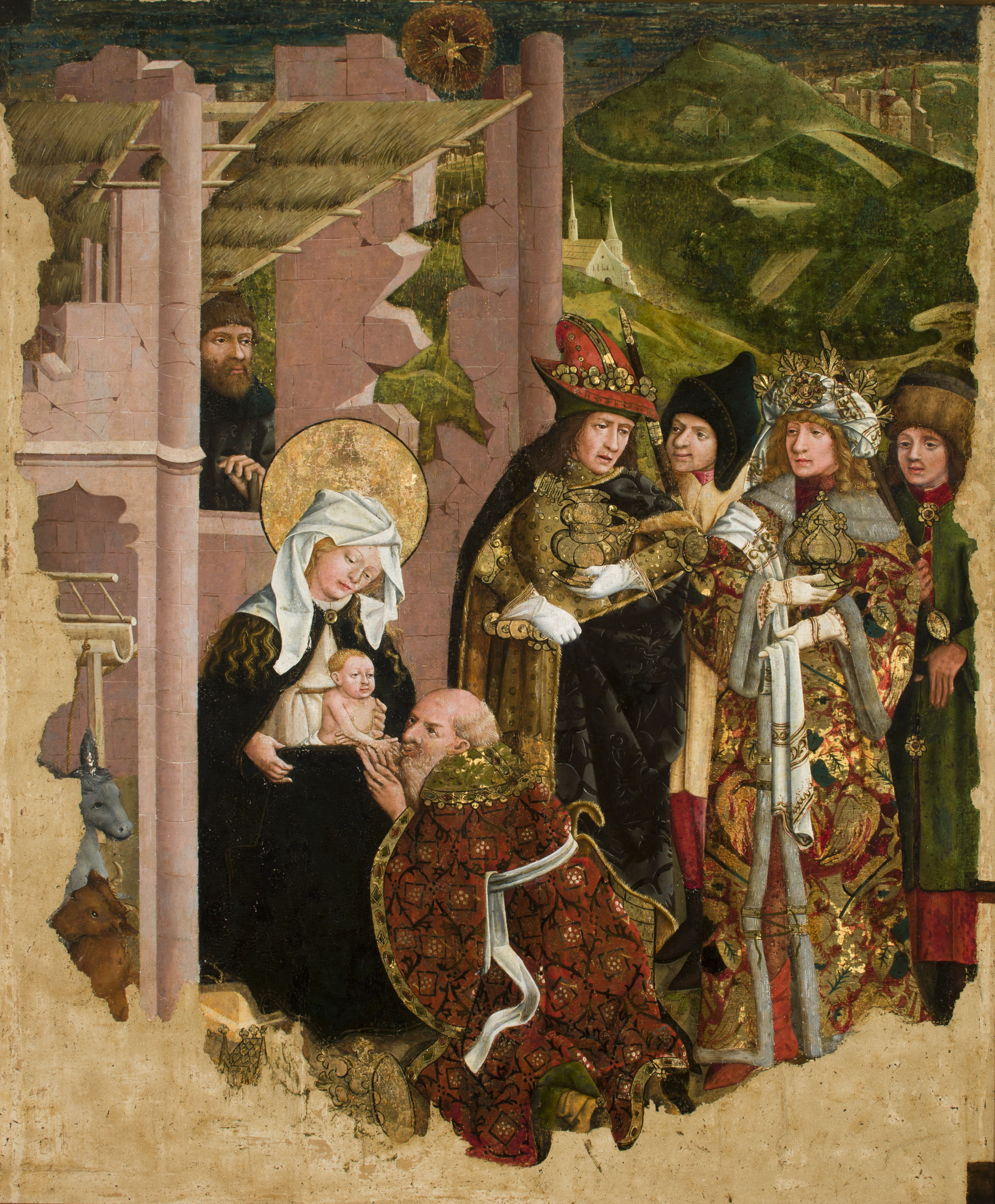
Pokłon Trzech Króli – fragment Poliptyku Augustiańskiego (przed 1468 r.) z kościoła św. Katarzyny na Kazimierzu, pędzla Mikołaja Haberschracka
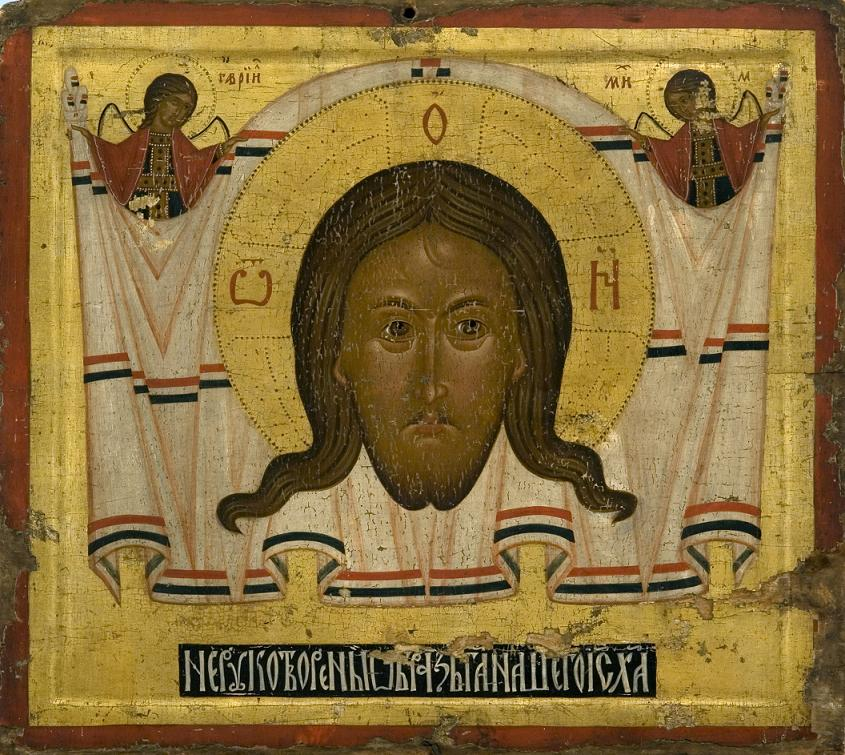
Warsztat malarza ikony Chrystusa Pantoktatora z cerkwi pw. śś. Kosmy i Damiana w Wujskiem, Mandylion z archaniołami Rafałem i Michałem, ikona znad królewskich wrót ikonostasu, przełom XV i XVI stulecia
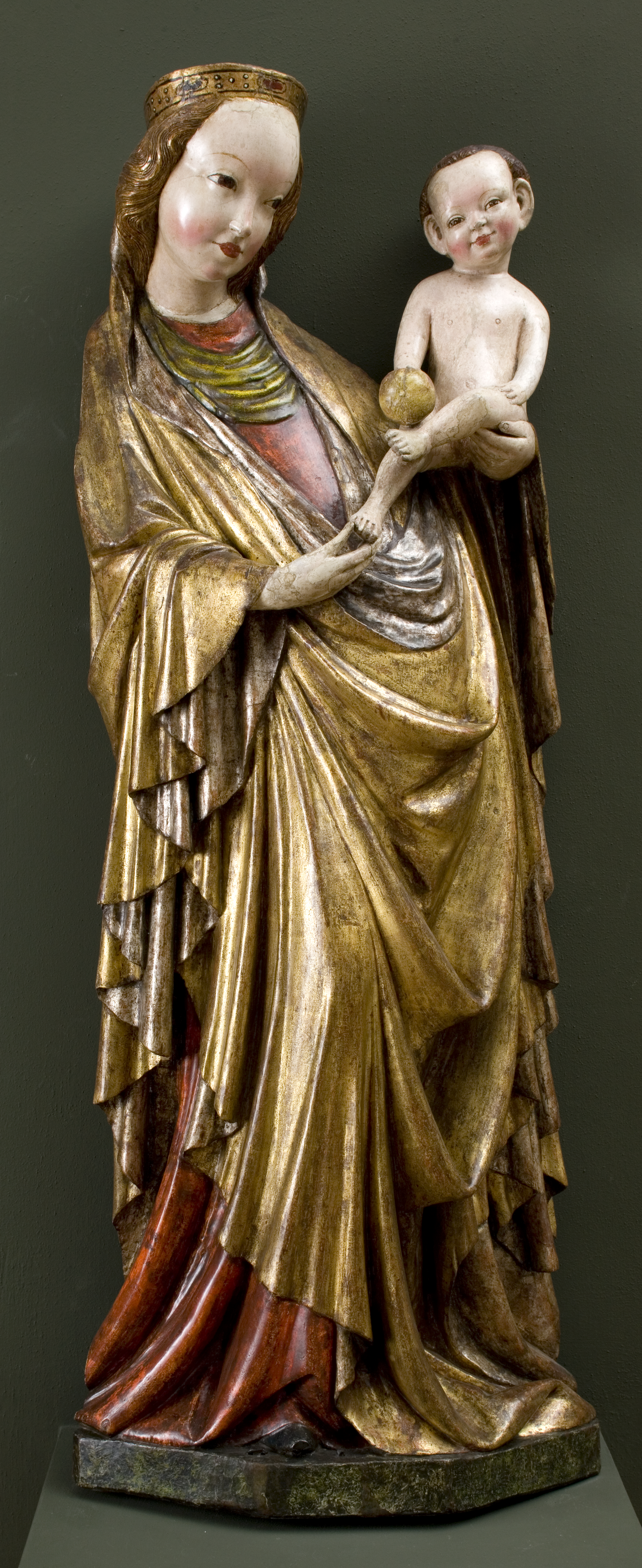
Madonna z Krużlowej, ok. 1410
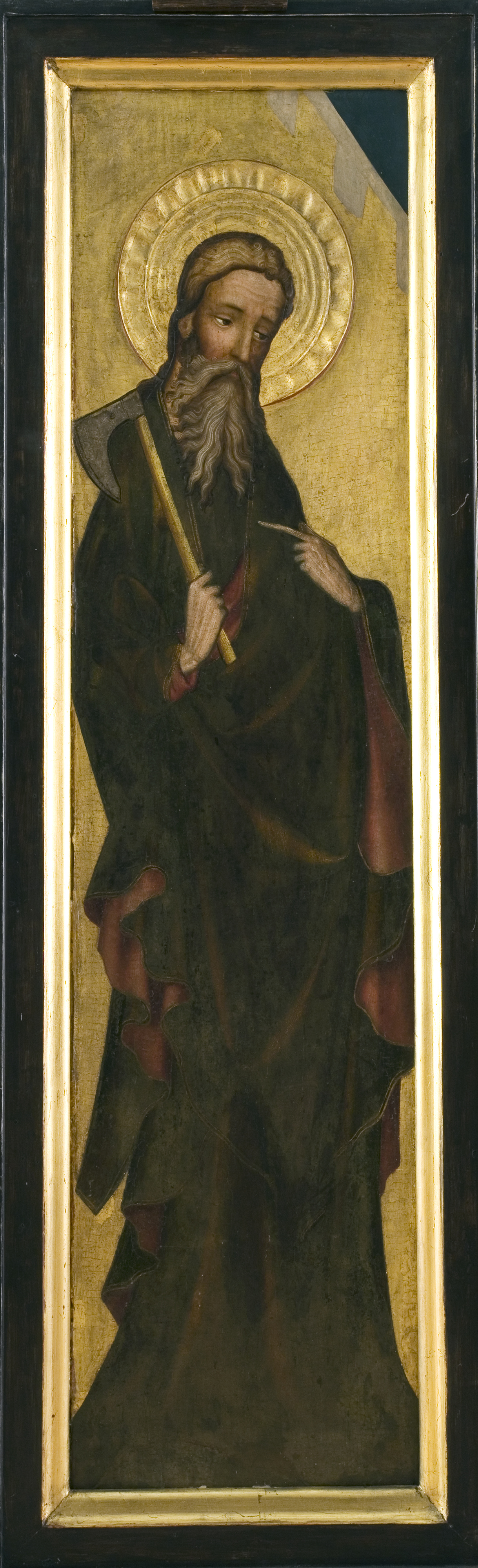
Św. Maciej. Skrzydło z retabulum ołtarzowego z Trzebuni (ok. 1400)
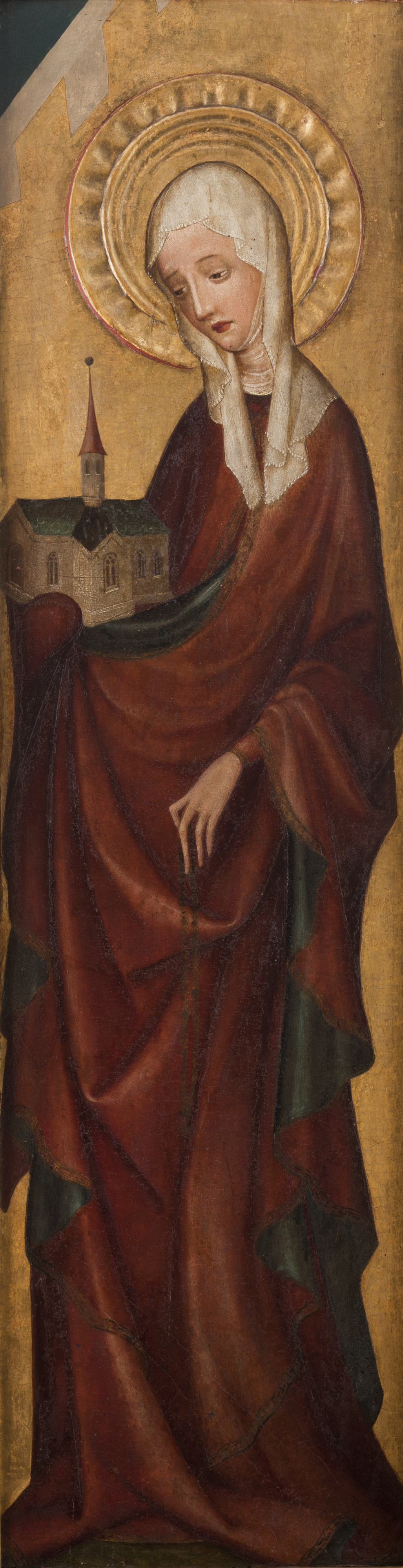
Św. Jadwiga Śląska. Skrzydło z retabulum ołtarzowego z Trzebuni (ok. 1400)
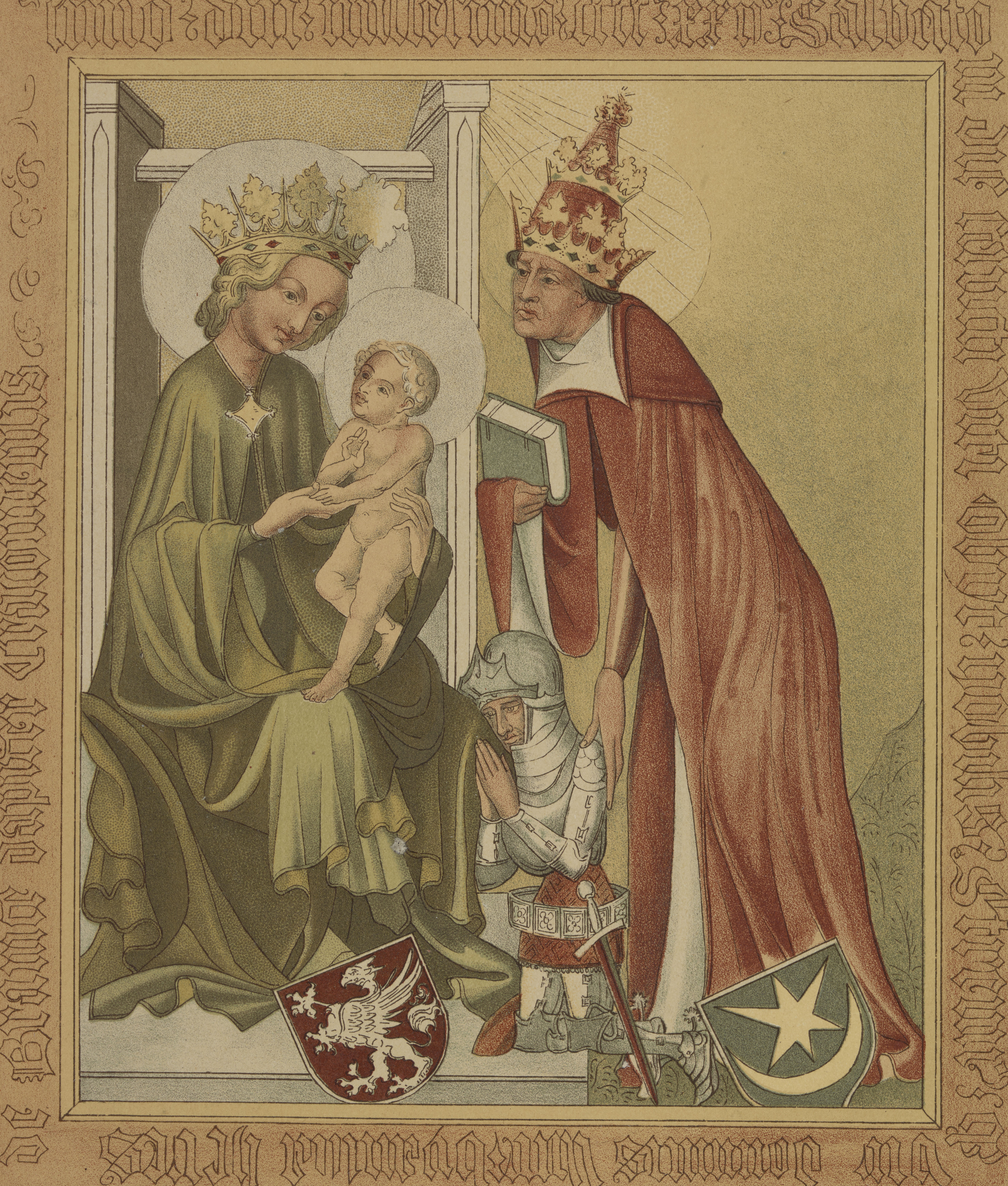
Epitafium Wierzbięty z Branic (ok. 1425), replika z ok. 1850
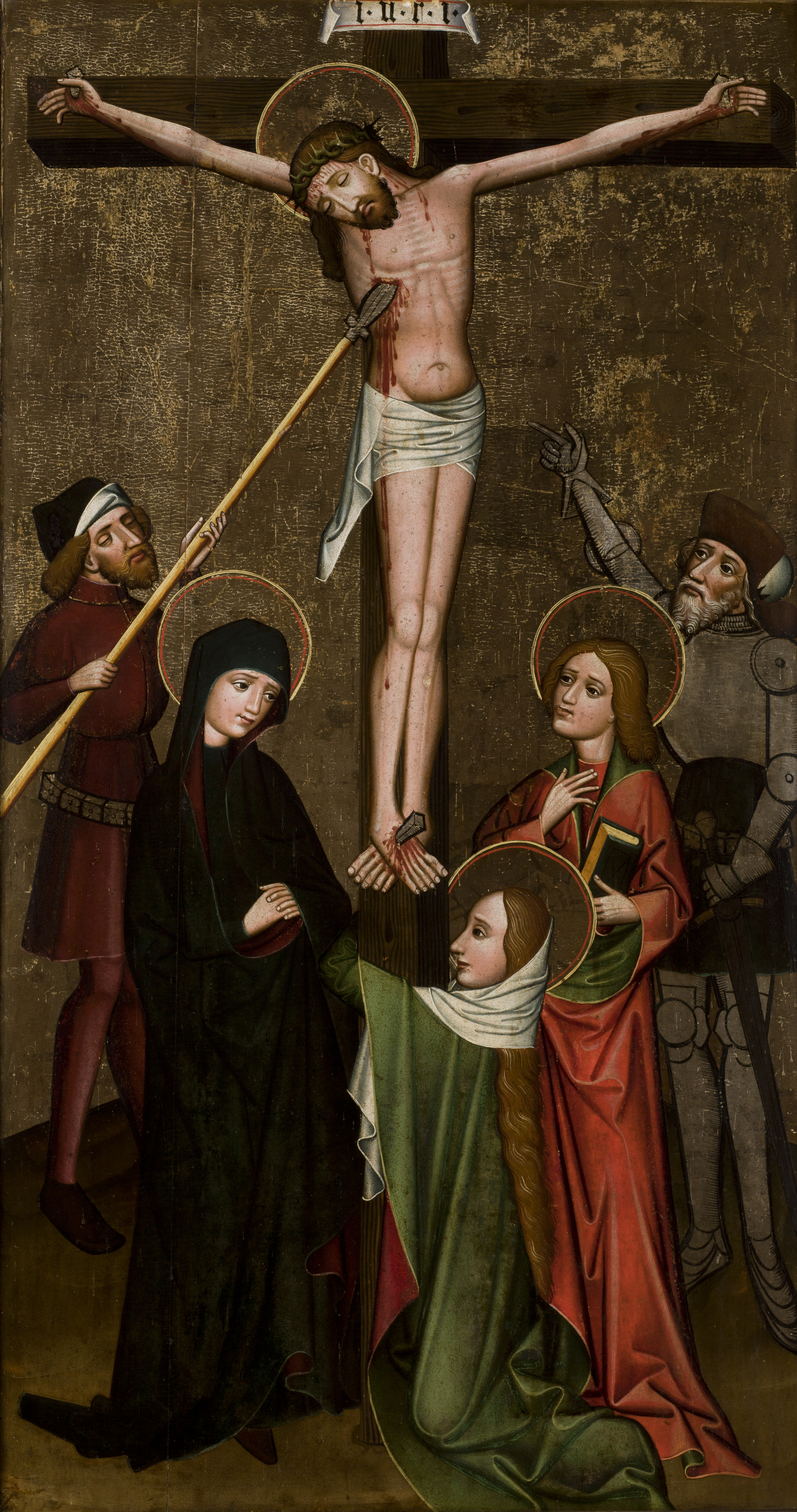
Ukrzyżowanie z Korzennej (ok. 1440)
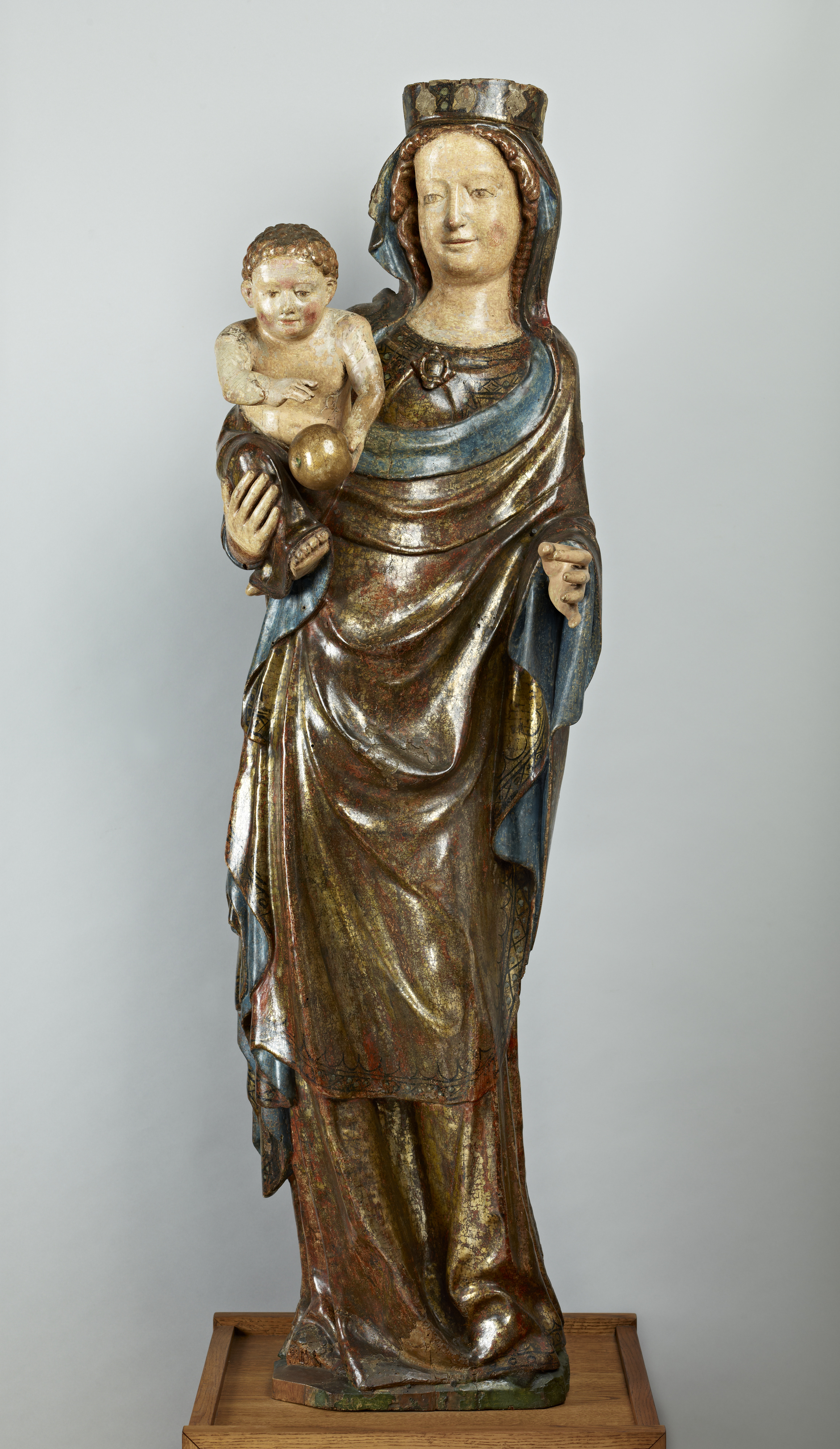
Matka Boska z Dzieciątkiem z kościoła w Regulicach (ok. 1345–1395)
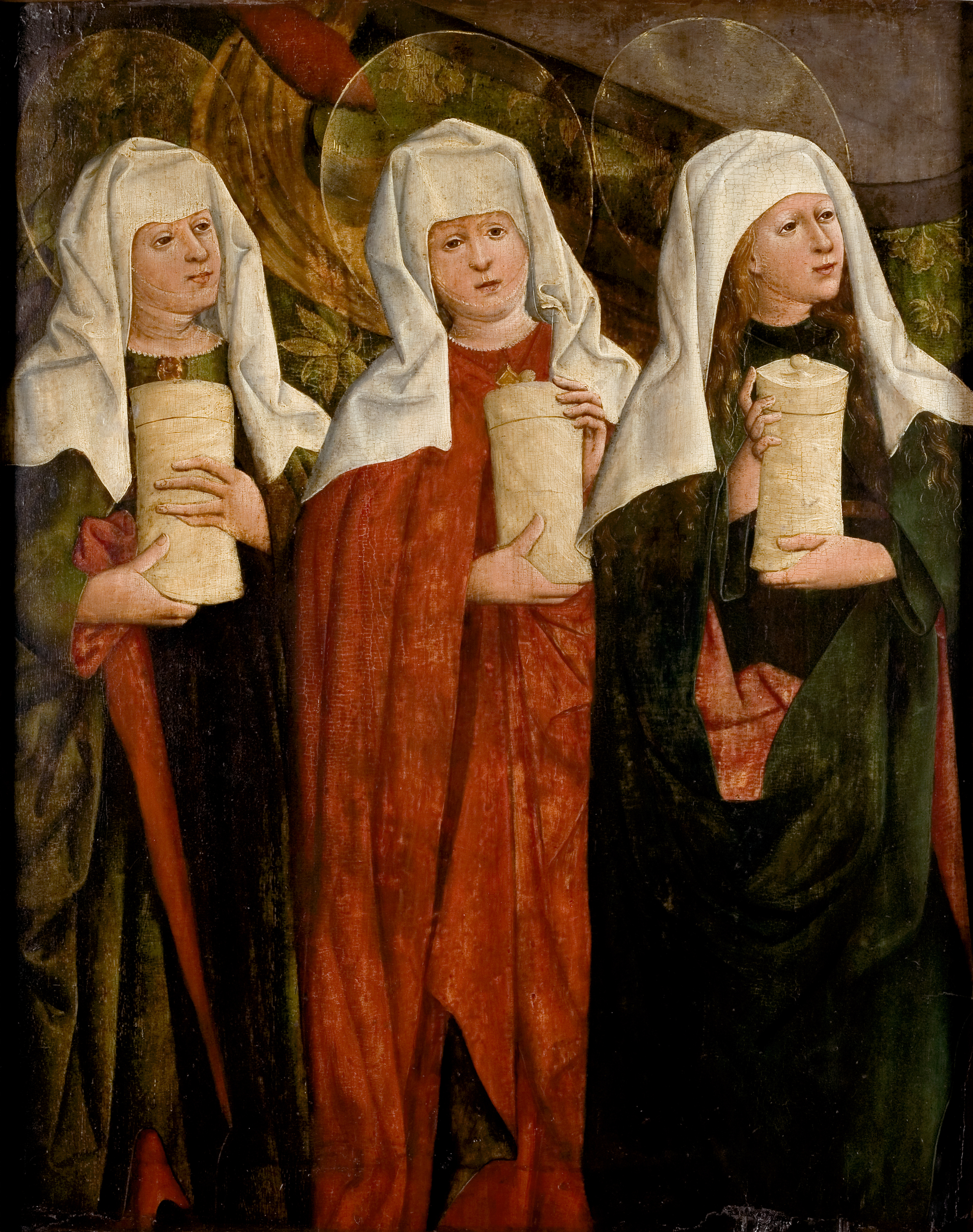
Mikołaj Haberschrack, Trzy Marie u grobu Chrystusa (ok. 1470)
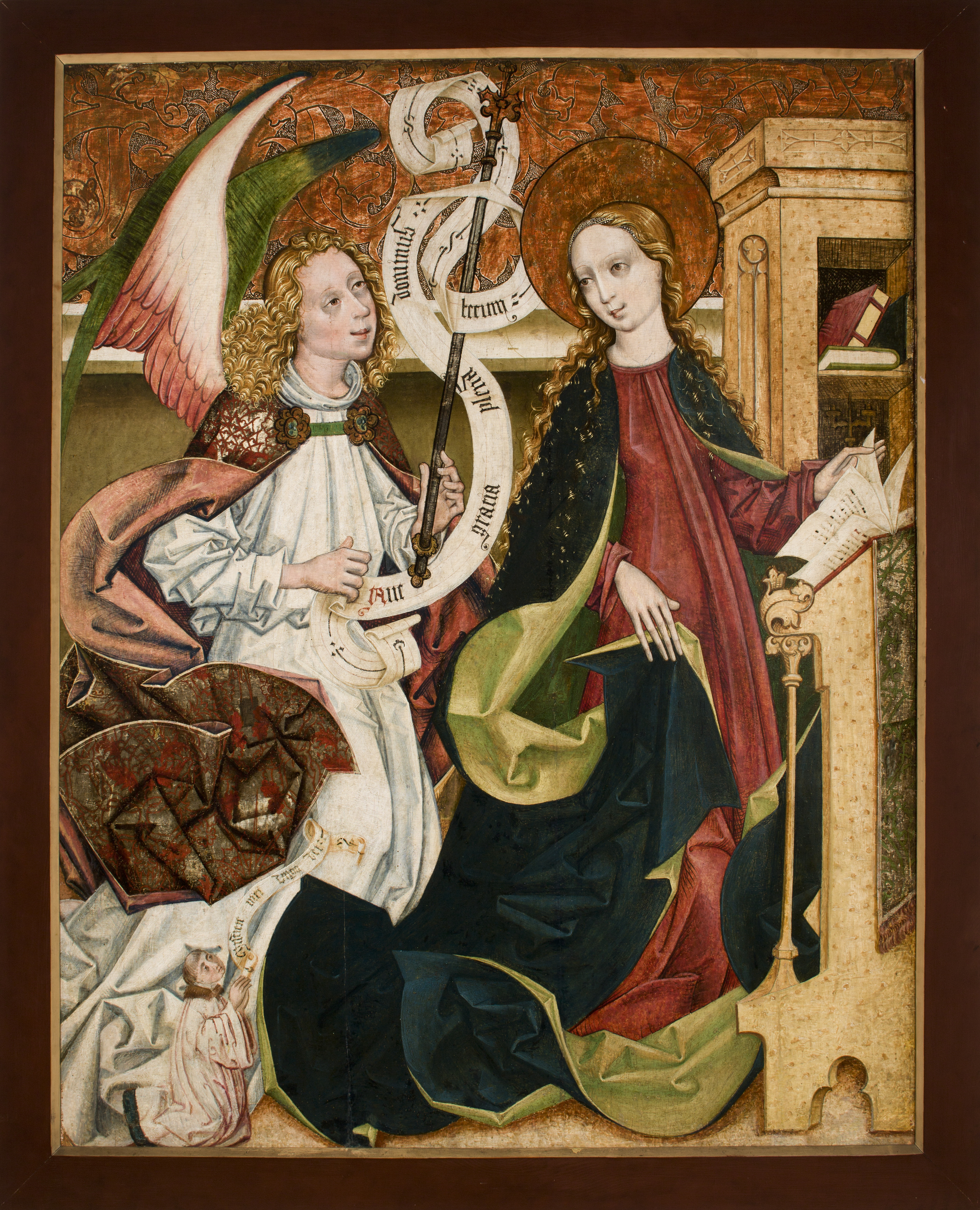
Zwiastowanie z Cięciny (ok. 1465–1515)
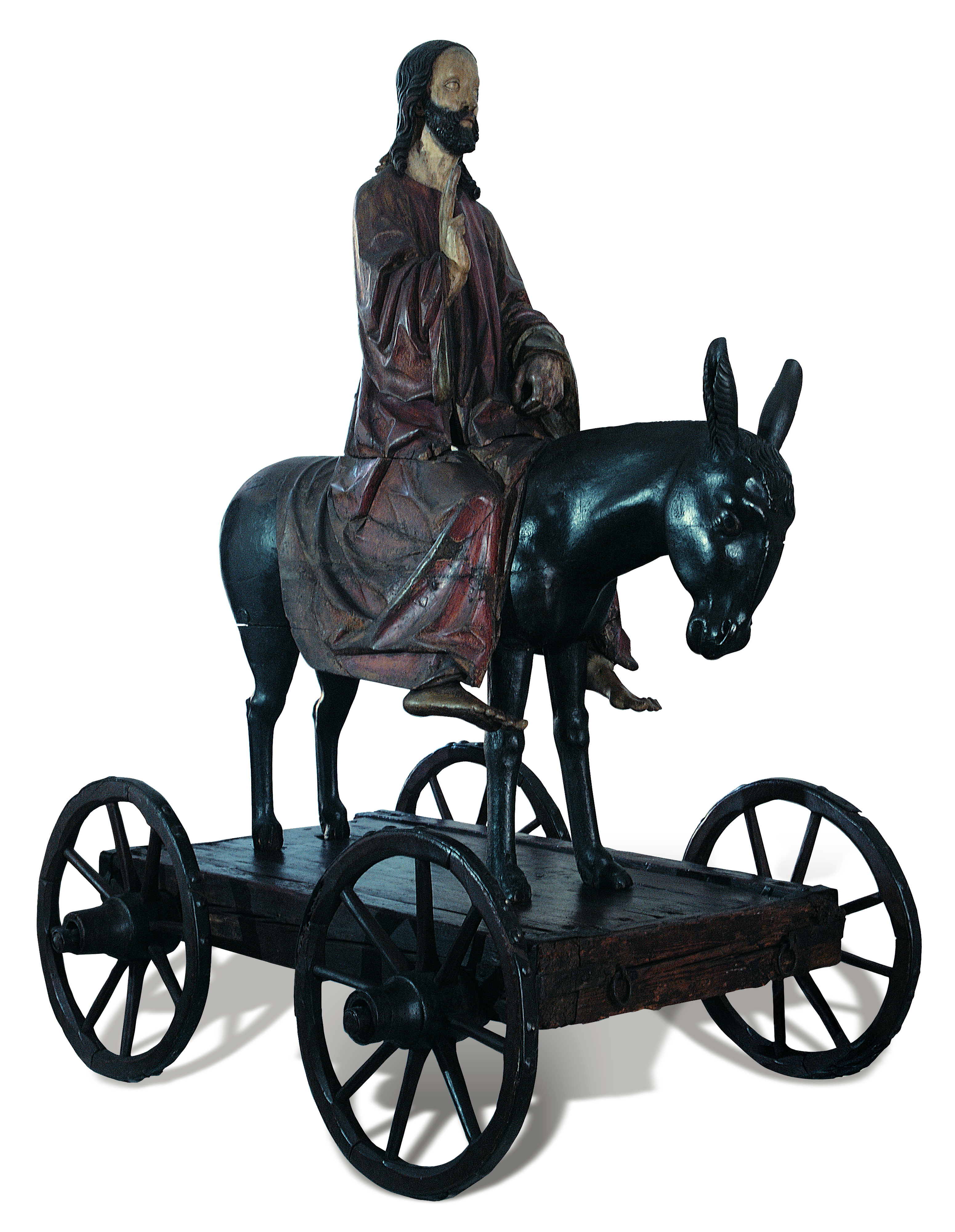
Chrystus na osiołku ze Szydłowca (ok. 1501–1525)
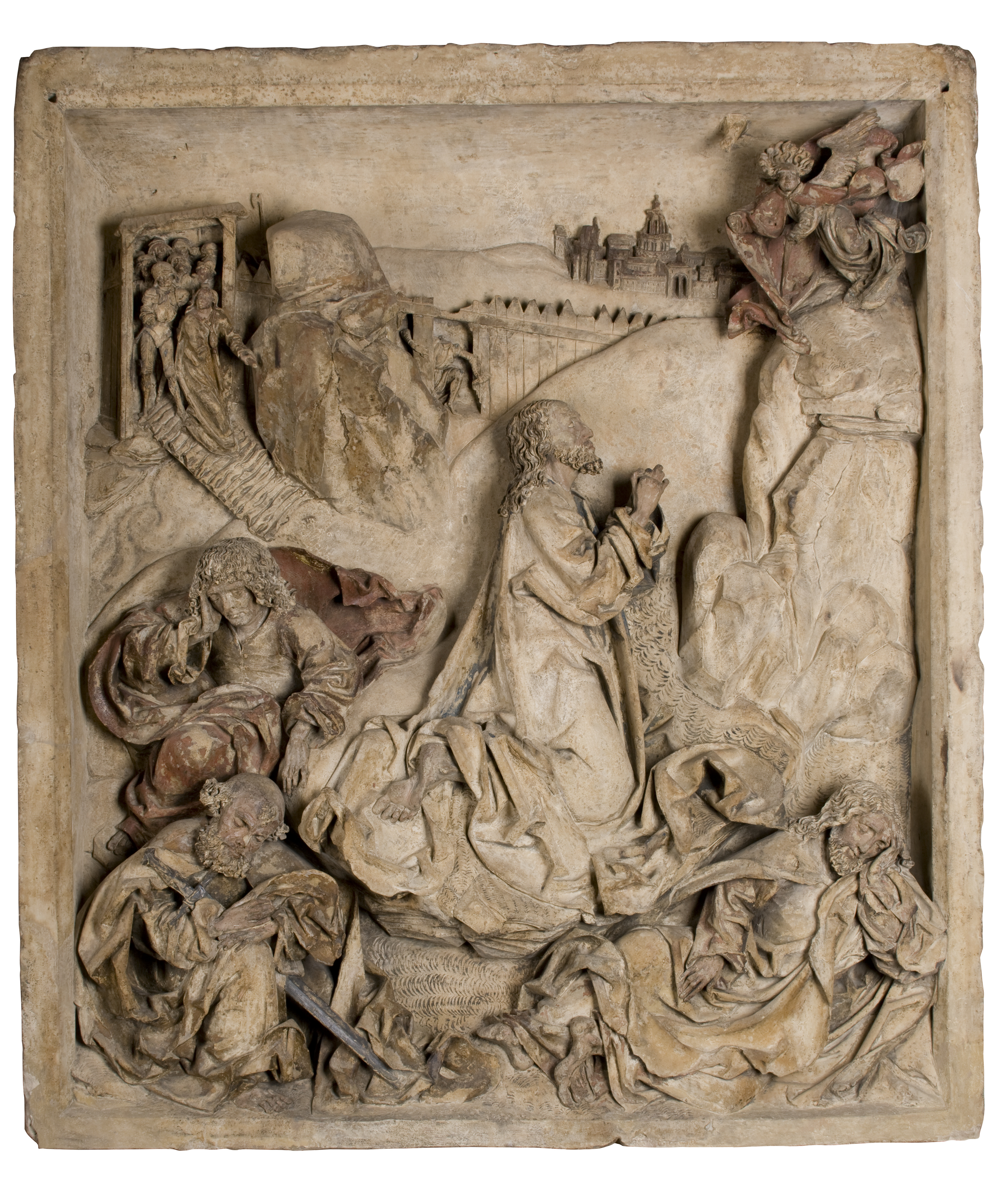
Wit Stwosz, Chrystus w ogrodzie Oliwnym (ok. 1485)
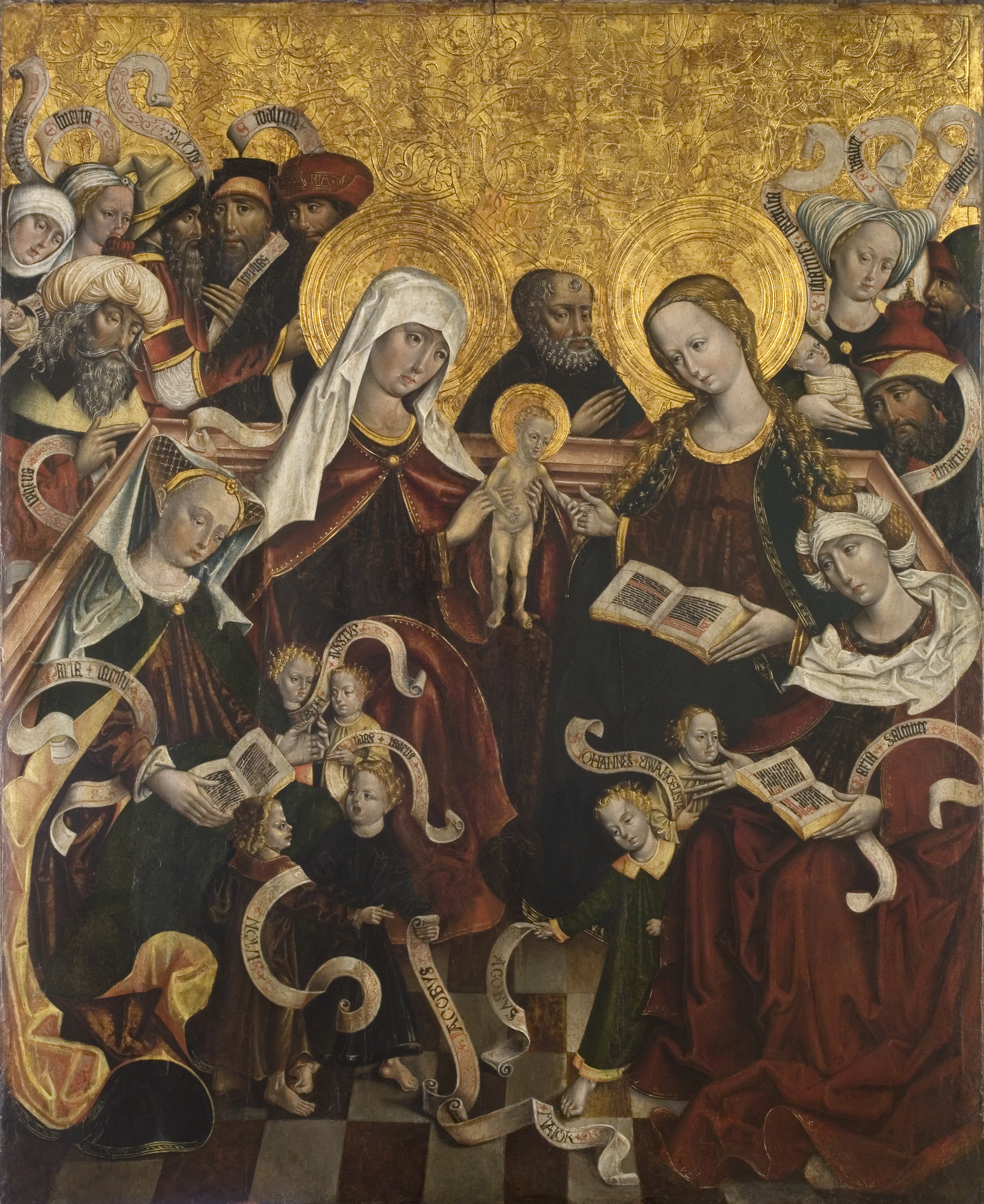
Rodzina Marii z Ołpin (ok. 1510)
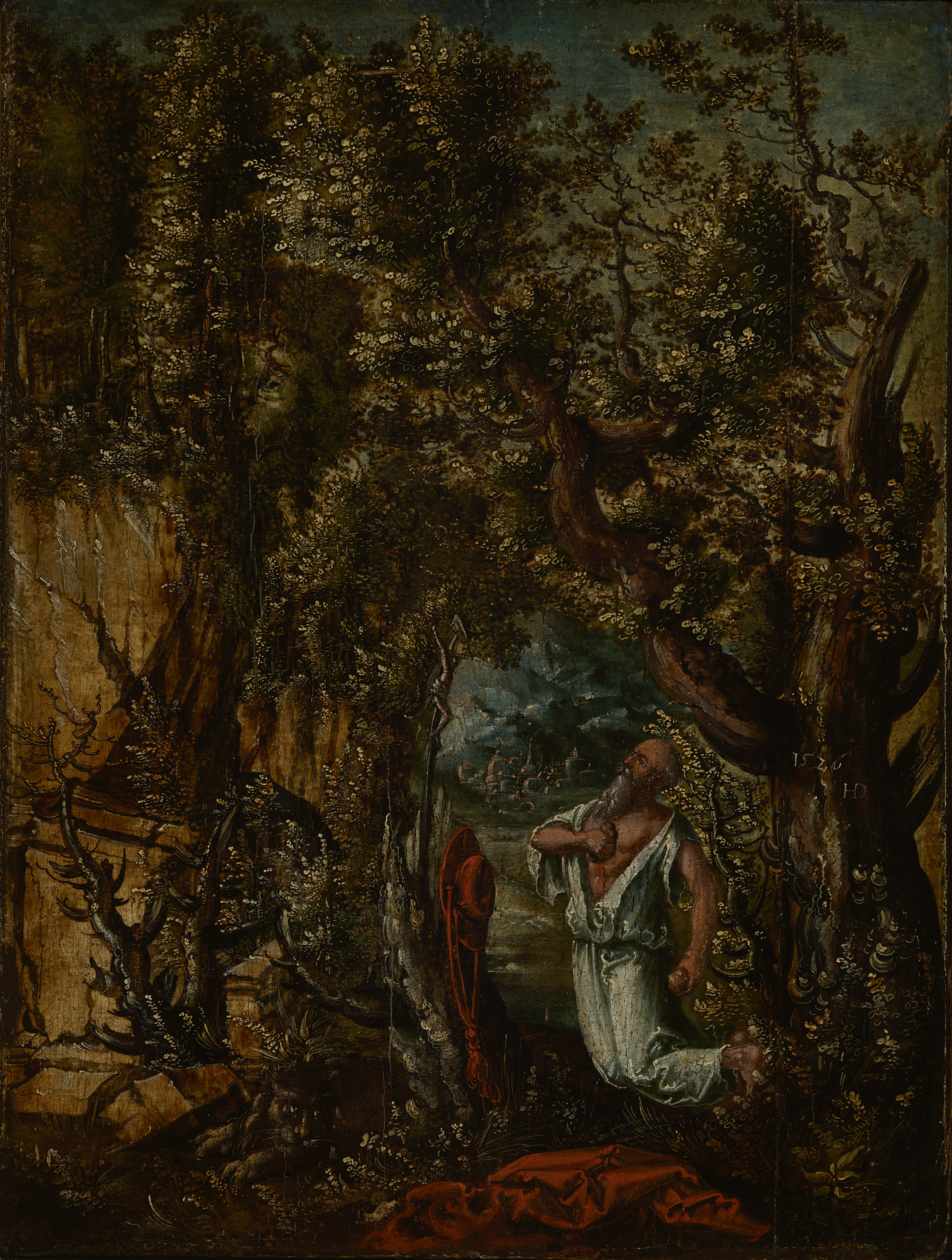
Hans Dürer, Św. Hieronim pokutujący (1526)
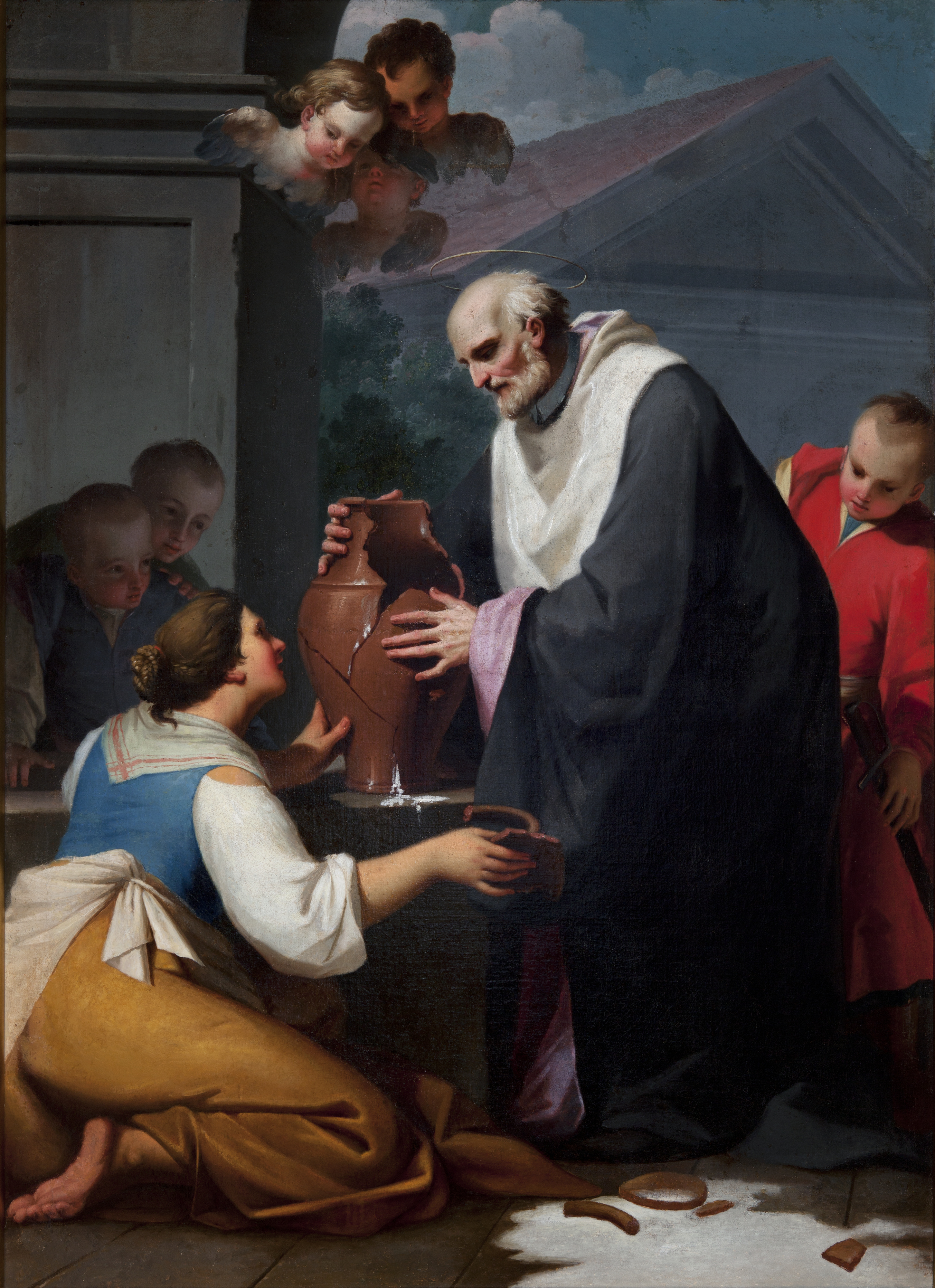
Tadeusz Kuntze, Cud św. Jana Kantego (1767)
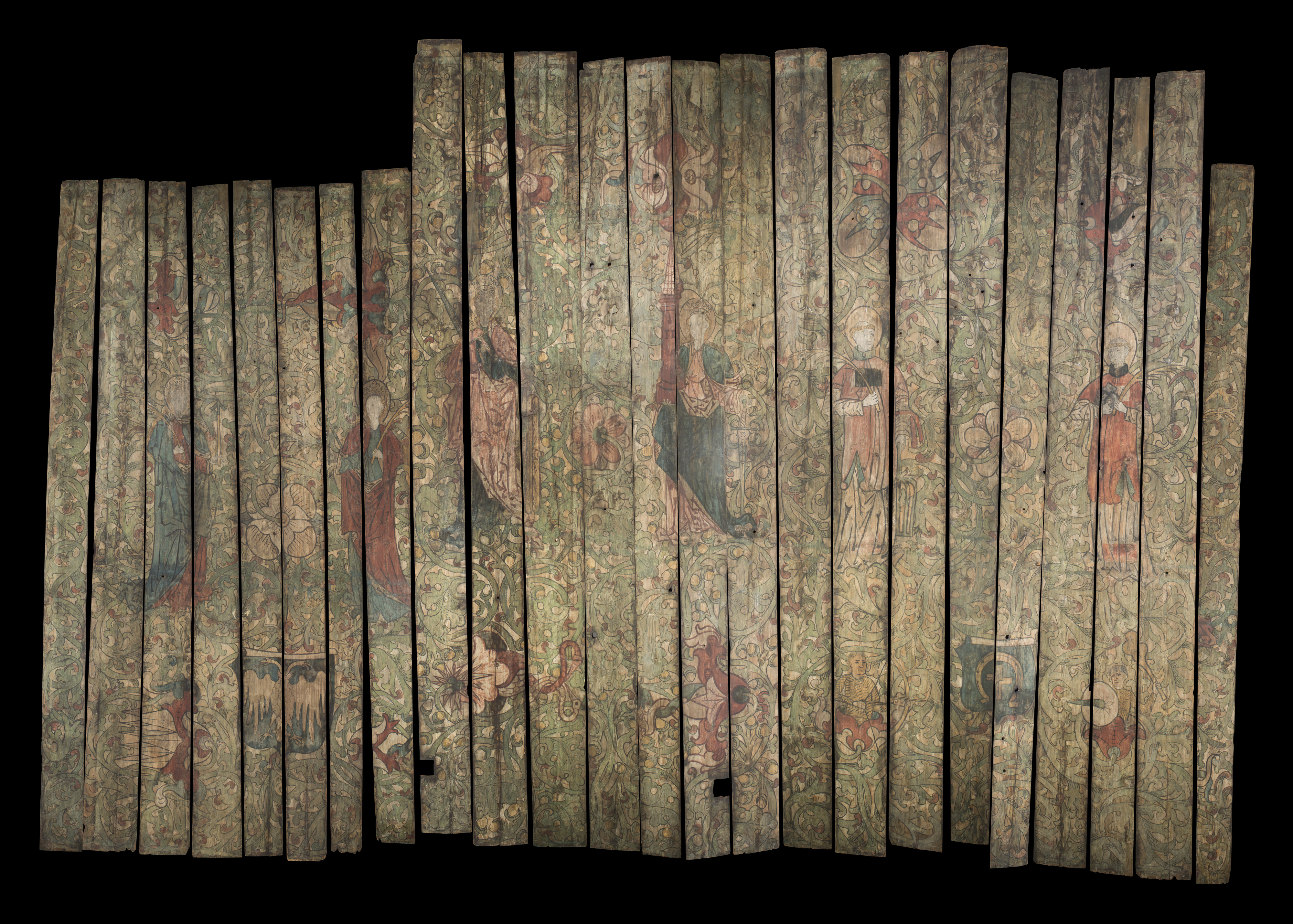
Deski stropowe z kościoła w Kozach (ok. 1520)
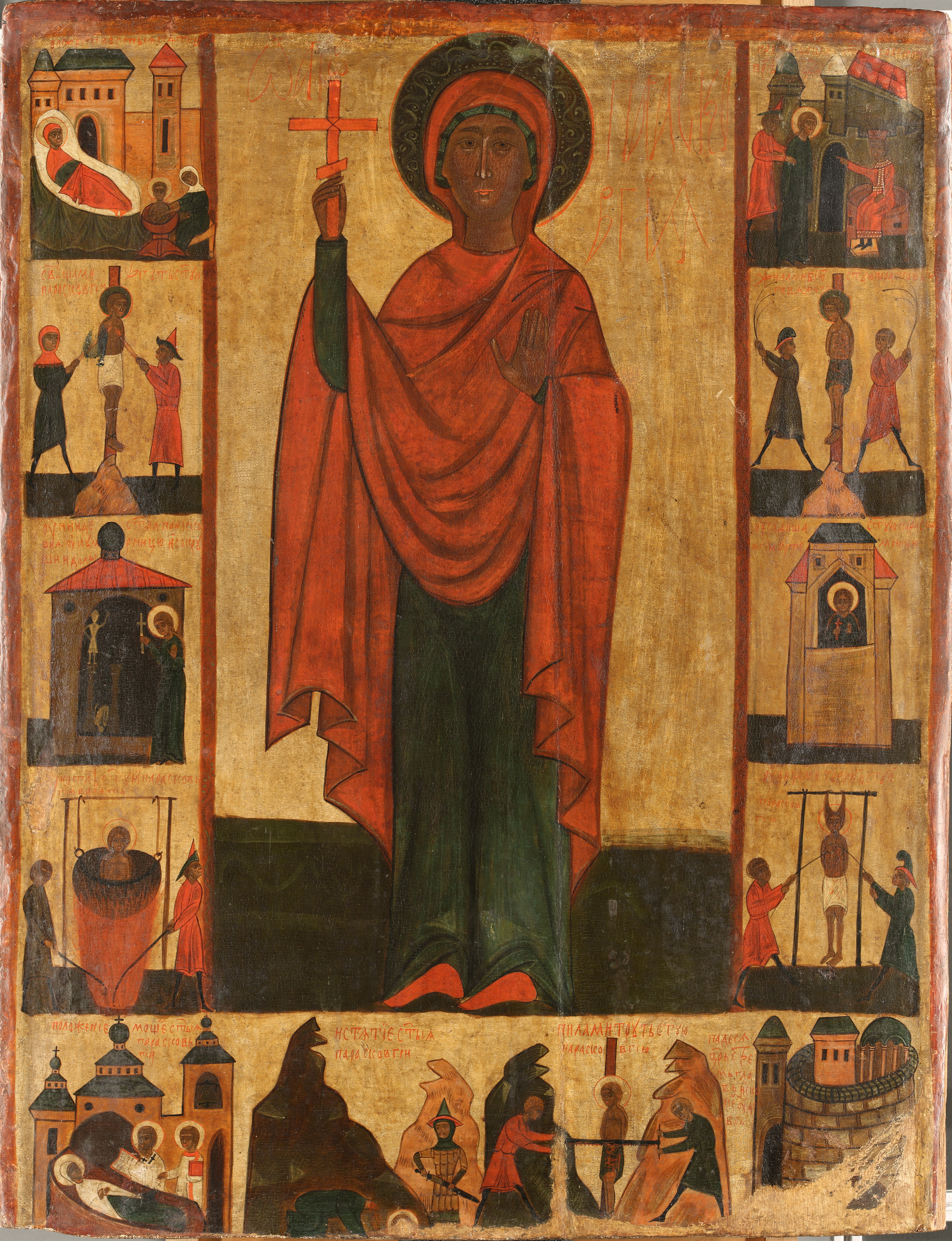
Św. Paraskewa ze scenami żywota i pasji (XV wiek)